# (33218) 1998 FO106
1998 FO106 (asteroide 33218) é um asteroide da cintura principal. Possui uma excentricidade de 0.06580500 e uma inclinação de 9.64909º.
Este asteroide foi descoberto no dia 31 de março de 1998 por LINEAR em Socorro.